# Courtney Hurt
Pour les articles homonymes, voir Hurt.
Courtney Hurt, née le 5 mars 1990 à Conyers (Géorgie) est une joueuse américaine de basket-ball naturalisée bosnienne.

## Biographie
Draftée en 2012 en 34e position, elle effectue la pré-saison avec le Fever de l'Indiana.
Après une saison en Israël à Elitzur Netanya avec 22 points et 9 rebonds pour 33 minutes disputées en moyenne, elle signe en France à l'USO Mondeville. Après deux saisons en Normandie où elle s'affirme comme l'élément central du groupe (21,2 points à 55 % de réussite aux tirs, 9,5 rebonds et 2,8 interceptions pour 23,4 d'évaluation en 2014-2015), elle signe à l'été 2015 pour le club de Tarbes. Elle est élue troisième meilleure joueuse étrangère de la saison 2015-2016.
Après avoir passé la saison 2016-2017 à Pologne à Gorzów, elle retrouve la France en signant avec le champion en titre Lattes Montpellier : « J’étais très intéressée par la proposition qui m’a été faite et ce à plusieurs niveaux. Montpellier est un club très prestigieux et la possibilité de jouer l’Euroligue, ça ne se refuse pas (...) Sur le terrain, je suis une joueuse très physique et agressive qui aime jouer en transition. Je suis connue pour mes qualités de marqueuse et ma capacité à prendre du rebond. Mais la saison dernière, je me suis vraiment focalisée sur le fait d’inclure mes coéquipières davantage dans le jeu. Je me suis également améliorée en défense pour devenir encore plus efficace de deux côtés du terrain. Je tournais à 3 passes décisives par match en moyenne ». Elle ne peut terminer sa saison dans l'Hérault en raison d'une blessure aux des ligaments croisés qui la tient éloignée des parquets près d'un an. Elle signe fin décembre 2018 avec son ancien club de Mondeville à la recherche d'un renfort après 10 défaites en autant de rencontres.
En 2018, elle obtient la nationalité bosnienne.
Le club de Mondeville relégué (6,7 points et 3,9 rebonds), elle s'engage pour la saison LFB 2019-2020 avec Villeneuve-d'Ascq , où elle doit retrouver son entraîneur de Montpellier Rachid Meziane et s'engage en 2020 pour une saison supplémentaire.

## Carrière
- 2012-2013 :  Elitzur Netanya
- 2013-2015 :  USO Mondeville (LFB)
- 2015-2016 :  Cavigal Nice (LFB)
- 2016-2017 :  Gorzów
- 2017-2018 :  Lattes Montpellier (LFB)
- 2018-2019 :  USO Mondeville (LFB)
- 2019- :  Entente sportive Basket de Villeneuve-d'Ascq - Lille Métropole (LFB)

## Palmarès
- Challenge Round LFB 2016[10].